# Camera dei rappresentanti del Delaware
La Camera dei rappresentanti del Delaware è la camera bassa dell'Assemblea generale del Delaware. Essa si riunisce, insieme al Senato, nel Campidoglio dello Stato del Delaware. 
È composta da 41 membri provenienti da un pari numero di collegi, e ognuno di essi viene eletto ogni due anni. I rappresentanti non sono soggetti a un numero di mandati.

## Nome
Dal 1776 al 1792 la camera era conosciuta con il nome di Camera dell'assemblea, un nome comune per le camere basse dei parlamenti coloniali e degli stati della Confederazione. Il nome fu modificato dalla Costituzione del 1792, riflettendo quello della Camera dei rappresentanti federale. Questo cambiamento da parte del Delaware diede inizio a un movimento che ha portato la maggioranza delle camere basse dei Parlamenti dei singoli stati a utilizzare lo stesso nome della Camera federale.

## Leadership
Lo speaker della Camera presiede le sedute della Camera dei rappresentanti. Egli viene eletto dal partito di maggioranza, e la nomina viene confermata dall'intera Camera tramite una risoluzione. Lo speaker è la prima carica del Parlamento; gli altri leader della Camera sono eletti dai rispettivi partiti. Il leader della maggioranza sceglie le leggi che vengono portate al dibattito a partire da un'agenza preparata dallo Speaker e gestisce il dibattito e il voto.
Dal dicembre 2012, lo speaker della Camera è Robert Gilligan del distretto 19 (Sherwood Park). Prima di Gilligan, la carica era detenuta da Terry Spence, che fu la persona che detenne la carica per il più lungo periodo nella storia dell'Assemblea generale del Delaware.

## Rappresentanti
I membri della Camera dei rappresentanti devono essere cittadini degli Stati Uniti d'America, devono vivere in Delaware da almeno tre anni, essere residenti nel loro collegio da almeno un anno prima dell'elezione, e devono avere almeno 24 anni al momento dell'elezione.